# Tobakshandlare

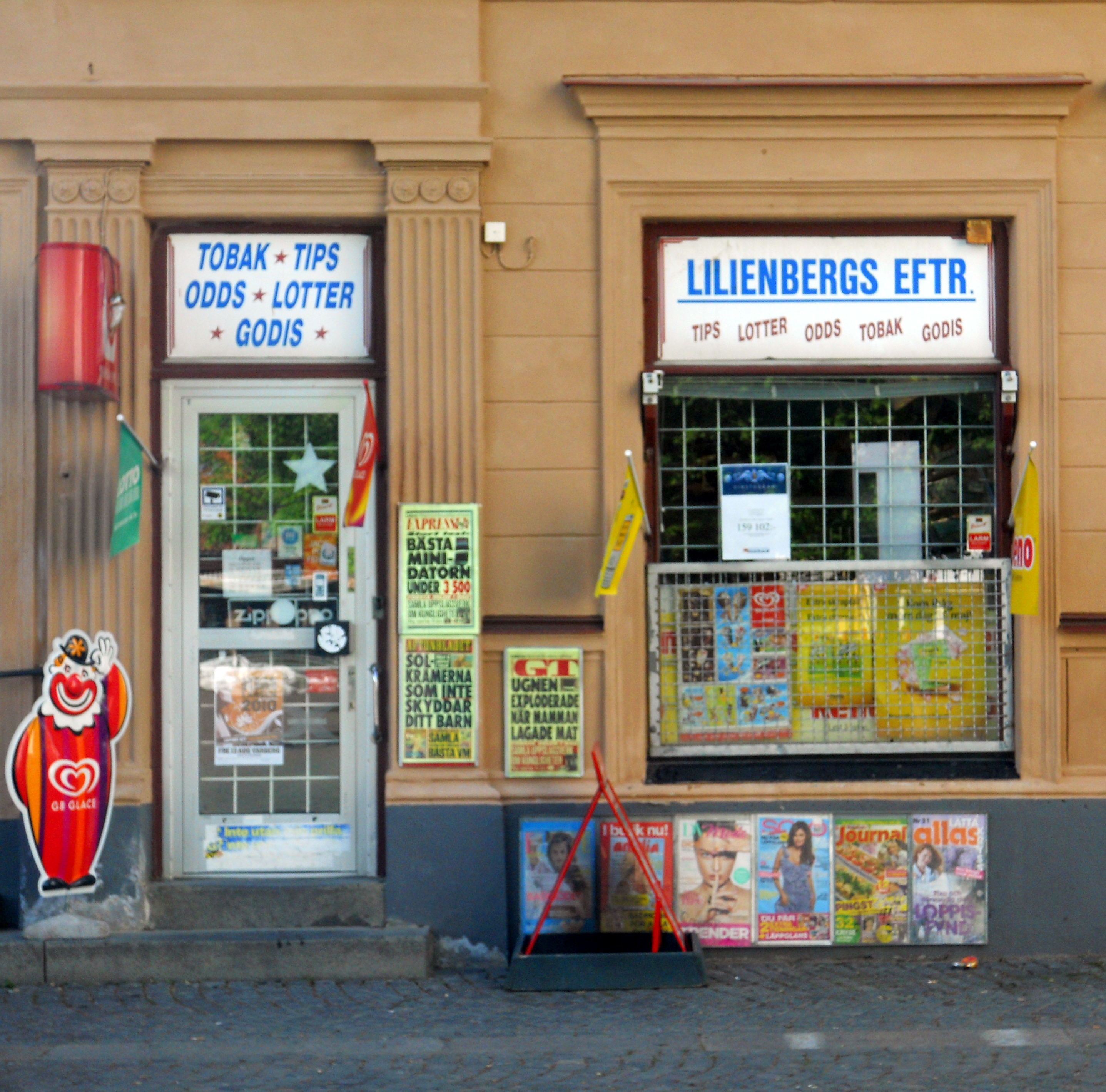
Tobakshandel i Varberg, Sverige

En tobakshandlare, även kallad tobakist, är en försäljare inom detaljhandeln av olika tobaksvaror, till exempel cigaretter, snus, cigarrcigaretter, cigarrer och piptobak. Tobakshandlare saluför även rökaccessoarer, typ pipor, cigarrsnoppare, piprensare, tändare, cigarr/cigarett etui och askfat.